# 力学的エネルギー
力学的エネルギー（りきがくてきエネルギー、英: mechanical energy）とは、運動エネルギーと位置エネルギー（ポテンシャル）の和のことを指す。
保存力の場での質点の運動では力学的エネルギー（運動エネルギーと位置エネルギー(ポテンシャル)の和）が一定となる。これを、力学的エネルギー保存の法則（力学的エネルギー保存則）と言う。
これを式で書くと次のようになる。ただし、運動エネルギーを K、ポテンシャルを U、力学的エネルギーを E とする。
{\displaystyle K+U=E}
一般にこれが保存するとき(即ち、保存力のみが仕事をし、非保存力が仕事をしないとき)によく使われる概念である。エネルギーが保存する場合、エネルギーの総和は初期条件で決まる。運動エネルギー K は、
{\displaystyle K={\frac {1}{2}}mv^{2}>0}
なので、
{\displaystyle U=E-K<E}
となり、ポテンシャルの範囲が決まってしまう。ポテンシャルは位置に依存する量なので、これは運動の領域が決まることになる。ポテンシャルの概形が分かれば運動の様子がある程度推測できる。例えば、調和振動のポテンシャルは、
{\displaystyle {\frac {1}{2}}k({\boldsymbol {x}}-{\boldsymbol {x}}_{0})^{2}}
である。 (x0 は振動中心の位置ベクトル)これは変位の二乗の形になっている。これを知っているならば、ポテンシャルの底が x2 の形になっている場合は単振動をすることが分かる。単振り子のポテンシャルは三角関数で書ける。
{\displaystyle U=A(1-\mathrm {cos} \,\theta )=A\left({\frac {\theta ^{2}}{2}}-{\frac {\theta ^{4}}{4!}}+\cdots \right)}
十分に振幅が小さいときには単振動で近似できることが分かる。
力学的エネルギーは、熱力学での内部エネルギー（摩擦などを通してやりとりされる）や他のエネルギーに変わりうる。この場合、力学的エネルギーの保存は成立しなくなるが、エネルギー全体としては保存している。つまりこの場合は、より広義の意味でエネルギーは保存している（→エネルギー保存の法則）。

## 力学的エネルギーの散逸
保存力でない力を非保存力という。非保存力が仕事をする場合、力学的エネルギーは保存しない。
具体的な非保存力の例は、
動摩擦力
{\displaystyle -\mu {\hat {\boldsymbol {v}}}}
粘性抵抗力
{\displaystyle -\gamma {\boldsymbol {v}}=-\gamma v{\hat {\boldsymbol {v}}}}
慣性抵抗力
{\displaystyle -\beta v{\boldsymbol {v}}=-\beta v^{2}{\hat {\boldsymbol {v}}}}
ただし、{\displaystyle v=\left|{\boldsymbol {v}}\right|}、{\displaystyle {\hat {\boldsymbol {v}}}={\boldsymbol {v}}/v}である。
一般に非保存力fは{\displaystyle (f(v)>0)}として、
{\displaystyle {\boldsymbol {f}}=-f(v)\,{\hat {\boldsymbol {v}}}}
と表される。
運動方程式
{\displaystyle m{\dot {\boldsymbol {v}}}=-\nabla U+{\boldsymbol {f}}}
である。
この式の両辺に速度をかけると、
{\displaystyle {\begin{aligned}m{\dot {\boldsymbol {v}}}\cdot {\boldsymbol {v}}&=-(\nabla U)\cdot {\boldsymbol {v}}+{\boldsymbol {f}}\cdot {\boldsymbol {v}}\\{\frac {d}{dt}}\left({\frac {1}{2}}mv^{2}\right)&=-{\frac {dU}{dt}}-f(v)v\\{\frac {d}{dt}}E&=-f(v)v\end{aligned}}}
力学的エネルギーの時間変化率は、{\displaystyle -f(v)\,v}である。非保存力が仕事をすると、力学的エネルギーは必ず減少する。
非保存力により力学的エネルギーが減少することを散逸という。